# Николаев, Михаил Петрович
Михаил Петрович Николаев (1893—1949) — советский учёный-фармаколог и педагог, доктор медицинских наук (1935), профессор (1931), член-корреспондент АМН СССР (1945).

## Биография
Родился 24 января 1893 года в Петербурге в семье чиновника.
В 1910 году закончил гимназию с золотой медалью. С 1910 по 1914 год обучался в Петроградской военно-медицинской академии, которую окончил с отличием получив звание лекаря, ученик профессора Н. П. Кравкова. С 1914 по 1917 год в качестве младшего и старшего военного врача служил в составе Кирасирского Его Величества лейб-гвардии полка был  участником Первой мировой войны. 
С 1917 по 1919 год служил в госпитальной терапевтической клинике Петроградской военно-медицинской академии в должности ординатора. С 1919 по 1921 год служил в рядах РККА в должностях бригадного и дивизионного врача, участник Гражданской войны. 
С 1921 года на научно-исследовательской работе в Петроградской военно-медицинской академии в должностях: ассистента, старшего преподавателя по кафедре фармакологии. Одновременно с 1928 по 1936 год являлся научным руководителем Специальной физиолого-фармакологической лаборатории Военно-санитарного управления РККА. Помимо педагогической деятельности в Военно-медицинской академии с 1927 года являлся приват-доцентом Первого Ленинградского медицинского института, с 1936 года — профессор и заведующий кафедрой фармакологии Первого Московского медицинского института, а так же организатором и первым руководителем фармакологического отдела Ленинградского научно-исследовательского фармацевтического института. С 1946 по 1949 год на научно-исследовательской работе в Институте терапии АМН СССР в должности руководителя Лаборатории патологической фармакологии.

### Научно-педагогическая деятельность
Основная научно-педагогическая деятельность М. П. Николаева была связана с вопросами в области фармакологии. Под руководством М. П. Николаева проводились исследования по разработке методов биологической стандартизации различных гормональных и лекарственных препаратов.
В 1935 году М. П. Николаеву была присвоена учёная степень доктор медицинских наук, ещё в 1931 году ему было присвоено учёное звание профессора. В 1945 году он был избран член-корреспондентом АМН СССР. М. П. Николаев являлся автором более ста сорока научных работ, в том числе многочисленных монографий, под его руководством было подготовлено около тридцати шести статей с 1927 по 1929 год для Малой энциклопедии практической медицины и с 1928 по 1936 год для Большой медицинской энциклопедии.
Скончался 17 декабря 1949 года в Ленинграде.

## Награды
СССР
- Орден Трудового Красного Знамени

Российская империя
- Орден Святого Станислава 2-й степени с мечами и 3-й степени с мечами и бантом
- Орден Святой Анны 3-й степени с мечами и бантом и 4-й степени с надписью «За храбрость»[4]